# At War With Satan
At War With Satan е трети студиен албум на британската хеви/блек метъл група Venom, издаден през 1984 г. Това е полу-концептуален албум, разказващ за война между рая и ада, където вторите побеждават. Изтъкван е като преход на Venom към мейнстрийм, но неуспешен.

### Преиздадена версия от 2002 година
1. At War with Satan – 19:57
2. Rip Ride – 3:08
3. Genocide – 3:58
4. Cry Wolf – 4:18
5. Stand Up (And Be Counted) – 3:31
6. Women, Leather and Hell – 3:21
7. Aaaaargghh – 2:24
8. At War With Satan – 1:04 (бонус; от телевизионна реклама)
9. Warhead – 3:40 (бонус)
10. Lady Lust – 2.48 (бонус)
11. The Seven Gates Of Hell – 5:28 (бонус)
12. Manitou – 4:42 (бонус)
13. Woman – 2:56 (бонус)
14. Dead Of Night – 4:09 (бонус)
15. Manitou – 4:49 (бонус; микс от Abbey Road)

## Състав
- Кронос – бас, вокали
- Мантас – китара
- Абадон – барабани